# خرنجاس
خرنجاس یا خرنجاش پهلوان و دلاور تورانی بود که در نبرد بزرگ در سپاه جهن با فریبرز پیکار نمود و به دست فریبرز کشته شد.
فردوسی در شاهنامه اینگونه از او یاد می‌کند:
خَرَنجاس بر میسره شد تباه
به دست ِ فریبرز ِ کاووس شاه